# NGC 1687
NGC 1687 is een balkspiraalstelsel in het sterrenbeeld Graveerstift. Het hemelobject werd op 8 januari 1836 ontdekt door de Britse astronoom John Herschel.

## Synoniemen
- PGC 16166
- ESO 361-13
- MCG -6-11-5